# Écoyeux
Écoyeux é uma comuna francesa na região administrativa da Nova Aquitânia, no departamento de Charente-Maritime. Estende-se por uma área de 20,34 km². Em 2010 a comuna tinha 1 378 habitantes (densidade: 67,7 hab./km²).